# Nicholas Rossiter
Nicholas Jeremy Rossiter (Litton, 17 luglio 1961 – Londra, 23 luglio 2004) è stato un produttore televisivo inglese.

## Biografia
Rossiter fu educato alla Downside School, un collegio cattolico indipendente nel villaggio di Stratton-on-the-Fosse (vicino alla città mercato di 
Shepton Mallet) nel Somerset, nel sud-ovest dell'Inghilterra, seguito da Greyfriars all'Università di Oxford.
Rossiter ha sposato Bea Ballard nel 1995; avevano due figlie, morì di insufficienza cardiaca a Londra il 23 luglio 2004, all'età di 43 anni.